# Tournoi Roberto-Gomes-Pedrosa
Le tournoi Roberto-Gomes-Pedrosa (Torneio Roberto Gomes Pedrosa) était une compétition brésilienne nationale de football, organisée de 1967 à 1970. En 1967, il fut organisé par les fédérations des États de Rio de Janeiro et São Paulo, puis par la CDB (« Fédération brésilienne de sport », Confederação Brasileira de Desportos en portugais), précurseur de l'actuelle Fédération du Brésil de football.
Il tirait son nom du gardien Roberto Gomes Pedrosa, ancien joueur du São Paulo FC et de la sélection brésilienne, qui mourut en 1954 en tant que président de la fédération de São Paulo de football. Dès sa deuxième édition, en 1968, il commença à être connu sous le nom de Taça de Prata (« coupe d'argent »), en comparaison avec la Taça Brasil, compétition qui rassemblait les vainqueurs des tournois régionaux.
Il disparut avec la création du championnat national en 1971.
Le Tournoi Roberto Gomes Pedrosa et la Taça Brasil, ancêtres du championnat brésilien de football, étaient organisés pour choisir les équipes représentant le Brésil dans les compétitions organisées par la CONMEBOL.
En 2010, la CBF a décidé de considérer la Taça Brazil, le Torneio Roberto Gomes Pedrosa et la Serie A comme les trois compétitions donnant officiellement droit au titre de champion du Brésil.

## Historique
Considéré comme l'embryon du futur championnat brésilien, le tournoi regroupait de 15 à 17 équipes parmi les principaux clubs brésiliens, Palmeiras, Corinthians, Santos, São Paulo et Portuguesa (de l'État de São Paulo), Flamengo, Fluminense, Vasco da Gama, Botafogo et Bangu (de l'État de Rio de Janeiro), Internacional et Grêmio (du Rio Grande do Sul), Cruzeiro et Atlético (du Minas Gerais) et Ferroviário (du Paraná). En 1968, les clubs du EC Bahia (de Bahia) et Náutico (du Pernambouc) s'y ajoutèrent, et le représentant du Paraná fut l'Atlético Paranaense. En 1969, l'América remplaça le Bangu comme 5e représentant de Rio, alors que le Paraná et le Pernambouc furent représentés par leur champion de l'année passée, Coritiba et Santa Cruz. En 1970, l'Atlético Paranaense représenta à nouveau son État.

## Palmarès
| Année | Champion      | Vice-Champion    |
| ----- | ------------- | ---------------- |
| 1967  | SE Palmeiras  | SC Internacional |
| 1968  | Santos FC     | SC Internacional |
| 1969  | SE Palmeiras  | Cruzeiro EC      |
| 1970  | Fluminense FC | SE Palmeiras     |